# Grenchenberg
Als Grenchenberg wird eine Hochebene westlich des Weissensteins bezeichnet. Sie gehört zum Schweizer Jura.
Die höchste Stelle bildet der auf 1405 m ü. M. liegende Grat (Bergrücken), welcher den Französisch sprechenden Jura vom Deutsch sprechenden Mittelland trennt. Zugleich bildet der Grat die Grenze zwischen den beiden Kantonen Bern und Solothurn.
Eine asphaltierte Strasse führt von Grenchen über den Grenchenberg nach Court. Auf dem südlichen Teil der Strasse verkehren Busse des Busbetriebs Grenchen und Umgebung.
Der Grenchenberg wird vom Grenchenbergtunnel durchquert, einem Eisenbahntunnel der Jurabahn.

## Windkraftwerk

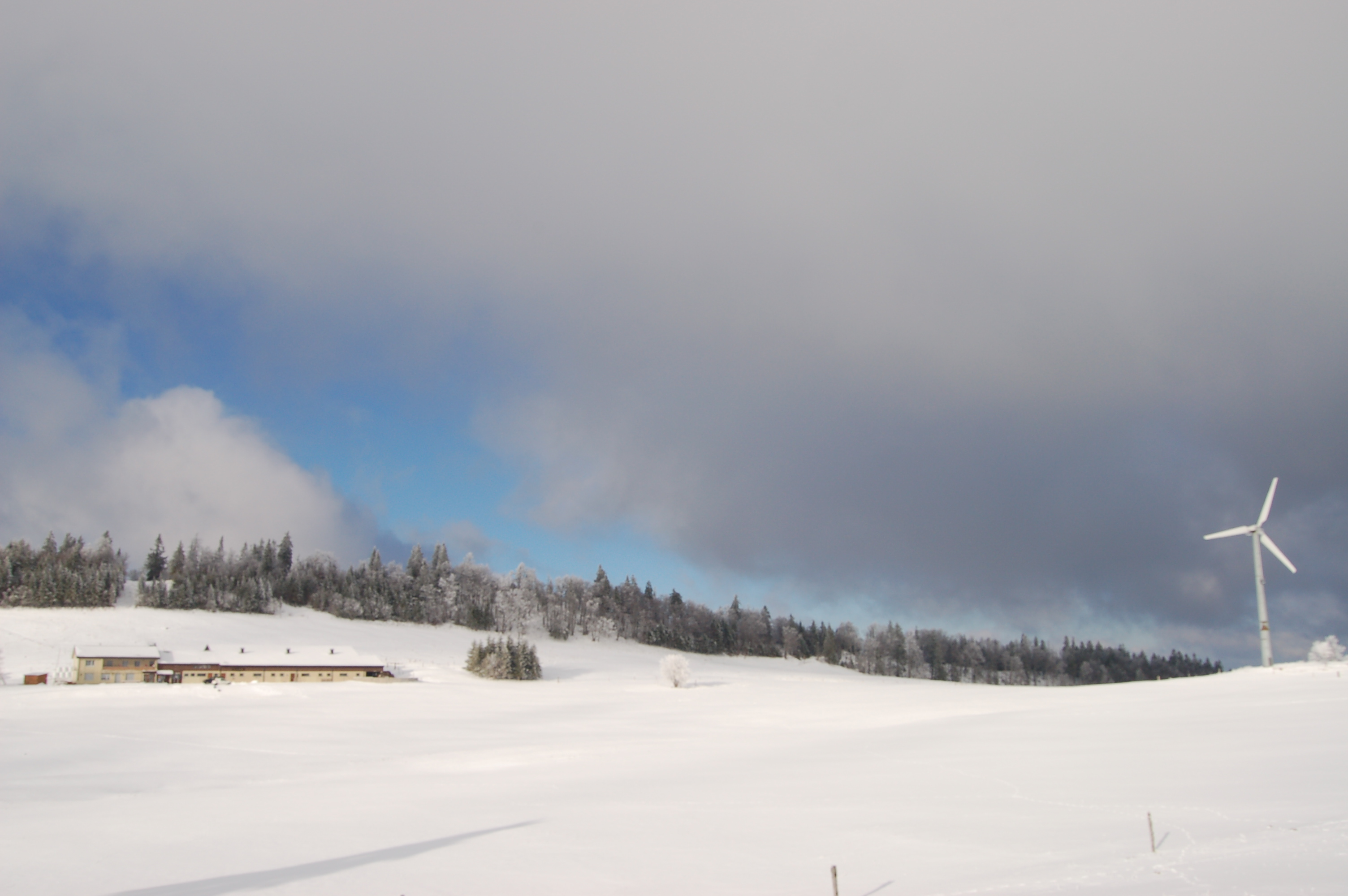
Obergrenchenberg mit der Windkraftanlage

Da die Hochebene sehr windig ist, drehen sich hier die Rotoren einer Windkraftanlage. Diese hat eine Nennleistung von 150 kW und produziert jährlich etwa 100'000 kWh Strom. Bis ins Jahr 2018 sollte ursprünglich zudem das Projekt Windkraft Grenchen realisiert werden. Sechs Windturbinen mit einer Gesamtleistung von 16 MW werden gemäss Projektbeschrieb jährlich 32'000 MWh Strom erzeugen. Der Bau des Projektes verzögerte sich aber aufgrund von Einsprachen von Vogelschutzverbänden, welche Stand Oktober 2020 noch immer beim Bundesgericht hängig sind.

## Jurasternwarte
In den Jahren 1975/76 wurde auf dem Grenchenberg eine Sternwarte erbaut. Da der Standort in der Juraschutzzone liegt, war das Bauprojekt umstritten. Aufgrund der Lichtverschmutzung in der Stadt Grenchen und der daraus resultierenden Dringlichkeit für den Standort auf dem Berg wurde die Baubewilligung doch erteilt. Finanziert wurde der Bau mit Spenden von der Öffentlichen Hand, Industrie und Gewerbe. Der Betrieb der Sternwarte wird durch eine Stiftung gewährleistet.

## Wintersport
Auf dem Grenchenberg befinden sich zwei Skilifte, welche aufgrund der guten Lage (Nordhang auf 1300 m ü. M.) regelmässig in Betrieb sind. Der größere Skilift wurde 1958 erbaut und hat ursprünglich eine Länge von 395 Metern. 1973 wurde er auf 445 Meter verlängert. Der zweite Skilift – ursprünglich ein Schlepplift mit niedriger Seilführung mit einer Länge von 200 Metern – wurde in der Saison 2020/21 durch den neu eröffneten Tellerlift mit einer Länge von 390 Metern des Fabrikates Doppelmayr ersetzt. Er eignet sich bestens, um das Skifahren und Snowboarden zu erlernen.
Während 30 Jahren wurde auf dem Grenchenberg eine 20 Kilometer lange Langlaufloipe präpariert. Aus personellen und finanziellen Gründen wurde diese Loipe aber 2004 aufgehoben.
Ab den 1920er-Jahren wurde auf dem Obergrenchenberg eine Skisprungschanze betrieben, welche in den 90er-Jahren abgebaut wurde.